# مبرهنة الرواسب
في التحليل المركب، مبرهنة الرواسب أو مبرهنة الرواسب لكوشي، هي أداة قوية لتقييم التكاملات الخطية للدوال التحليلية على المنحنيات المغلقة؛ يمكن استخدامه أحيانًا لحساب التكاملات الحقيقية والمتسلسلات اللانهائية أيضًا. تُعَمِّمُ هذه المبرهنة مبرهنة كوشي للتكامل وصيغة كوشي التكاملية.

## نص المبرهنة
نص المبرهنة هو كالتالي:

لتكن U مجموعة فرعية مفتوحة مرتبطة ارتباطًا بسيطًا من المستوي المركب تحتوي على قائمة منتهية من النقاط a1, ..., an ، U0 = U \ {a1, …, an} ، والدالة f معرفة وتامة التشكل على U0 . ليكن γ منحني مغلق قابل للتقويم في U0، ويشير إلى عدد لفات [الإنجليزية] γ حول ak بـ I(γ, ak). التكامل الخطي لـ f حول γ يساوي 2πi مضروبًا في مجموع رواسب f عند النقاط، كل منها يحسب عدة مرات على أن γ يلتف حول النقطة:{\displaystyle \oint _{\gamma }f(z)\,dz=2\pi i\sum _{k=1}^{n}\operatorname {I} (\gamma ,a_{k})\operatorname {Res} (f,a_{k}).}إذا كان γ منحنيًا مغلقًا بسيطًا موجب الاتجاه، I(γ, ak) = 1 إذا كان ak داخل γ، و 0 إذا لم يكن كذلك، فإن:{\displaystyle \oint _{\gamma }f(z)\,dz=2\pi i\sum \operatorname {Res} (f,a_{k})}مع مجموع حول أعداد ak التي بداخل γ.